# Dacjusz
Dacjusz – imię pochodzenia łacińskiego.
Imię Dacjusz, podobnie jak Dacjan, oznacza pochodzącego z Dacji.
Wśród patronów tego imienia – św. Dacjusz, biskup Mediolanu (zm. w 552 roku).
Dacjusz imieniny obchodzi 14 stycznia, 27 stycznia i 21 października.

## Brzmienie w innych językach
- język angielski – Dacius, Datius
- język francuski – Dacien
- łacina – Dacius
- język włoski – Dacio, Dazio